# Angle de transport

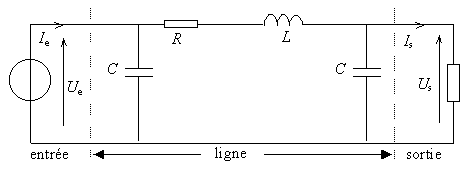
Schéma en Pi d'une ligne électrique, l'angle de transport est le déphasage entre Ue et Us

On appelle angle de transport d'une ligne le déphasage qu'elle crée entre la tension à son entrée et à sa sortie.
La puissance active transmise par une ligne électrique sans perte est égale à :
{\displaystyle P={\frac {V_{1}\cdot V_{2}}{X}}\cdot \sin(\delta )}
Où V1 et V2 sont les tensions aux bornes de la ligne, X la réactance de la ligne, et {\displaystyle \delta } l'angle de transport, autrement dit le déphasage entre V1 et V2. Faire varier cet angle permet donc de faire varier la puissance.

## Relation angle de transport/puissance

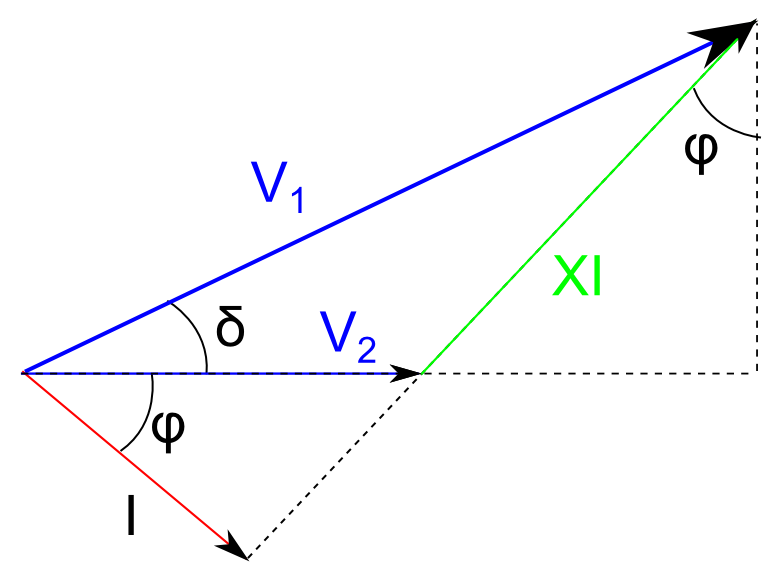
Description de la relation entre angle de transport et puissance active transportée par une ligne électrique.

En considérant une ligne électrique simplifiée en une simple réactance X. On a donc immédiatement ,:
{\displaystyle V_{2}=V_{1}-jXI}
En introduisant l'angle : {\displaystyle \delta } entre V1 et V2 et l'angle {\displaystyle \varphi } entre I et V2. On obtient :
{\displaystyle XIcos(\varphi )=V_{1}sin(\delta )}
Comme la puissance est :
{\displaystyle P_{2}=V_{2}\cdot I\cdot cos(\varphi )}
D'où :
{\displaystyle P_{2}={\frac {V_{1}\cdot V_{2}}{X}}\cdot sin(\delta )}

## Calcul de l'angle de transport

### Solution générale de l'équation des télégraphistes

Représentation schématique des composants élémentaires d'une ligne de transmission.

En notant R' la résistance linéique de la ligne, L' son inductance linéique, G' sa conductance linéique, C' sa capacitance linéique, V la tension et I le courant. En partant des équations des télégraphistes et en considérant un régime stationnaire, on obtient le système d'équations suivant dans le domaine complexe :
{\displaystyle {\frac {\partial ^{2}}{{\partial x}^{2}}}V=-Z'\cdot {\frac {\partial I}{\partial x}}}
ou
{\displaystyle {\frac {\partial ^{2}}{{\partial x}^{2}}}V=Z'\cdot Y'\cdot V}
La solution de cette dernière équation différentielle est la somme d'une onde se propageant dans une direction et une dans l'autre :
{\displaystyle V=A\cdot e^{-\gamma x}+B\cdot e^{\gamma x}}
Avec :
{\displaystyle \gamma =\alpha +j\mathrm {B} ={\sqrt {Z'\cdot Y'}}}
La dérivée de la tension est :
{\displaystyle {\frac {\partial }{\partial x}}V=-\gamma \cdot A\cdot e^{-\gamma x}+\gamma \cdot B\cdot e^{\gamma x}}
L'équation liant la tension et le courant peut être reformulée en :
{\displaystyle I=-{\frac {1}{Z'}}\cdot {\frac {\partial }{\partial x}}V}
En introduisant la solution :
{\displaystyle I={\frac {\gamma }{Z'}}\cdot A\cdot e^{-\gamma x}-{\frac {\gamma }{Z'}}\cdot B\cdot e^{\gamma x}}
On introduit la variable {\displaystyle \Gamma ={\frac {Z'}{\gamma }}={\frac {Z'}{\sqrt {Z'\cdot Y'}}}={\sqrt {\frac {Z'}{Y'}}}}, l'impédance de la ligne :  
{\displaystyle I={\frac {A}{\Gamma }}\cdot e^{-\gamma x}-{\frac {B}{\Gamma }}\cdot e^{\gamma x}}

### Solution particulière pour une ligne électrique
La connaissance des conditions aux limites permet de déterminer A et B. Soit une ligne de longueur l, la tension V1 et le courant I1 sont placés à la position x=0, tandis que la tension V2 et le courant I2 sont placés à x=l.
{\displaystyle V_{1}=V(x=0)=A+B}
{\displaystyle I_{1}=I(x=0)={\frac {A}{\Gamma }}-{\frac {B}{\Gamma }}}
{\displaystyle V_{2}=V(x=l)=A\cdot e^{-\gamma l}+B\cdot e^{\gamma l}}
{\displaystyle I_{2}=I(x=l)={\frac {A}{\Gamma }}\cdot e^{-\gamma l}-{\frac {B}{\Gamma }}\cdot e^{\gamma l}}
On peut en déduire A et B, puis reformuler en :
{\displaystyle {\begin{pmatrix}V_{1}\\I_{1}\end{pmatrix}}={\begin{pmatrix}cosh(\gamma \cdot l)&\Gamma sinh(\gamma \cdot l)\\{\frac {1}{\Gamma }}sinh(\gamma \cdot l)&cosh(\gamma \cdot l)\end{pmatrix}}{\begin{pmatrix}V_{2}\\I_{2}\end{pmatrix}}}
On a donc entre autres :
{\displaystyle V_{1}=V_{2}cosh(\gamma \cdot l)+I_{2}\Gamma sinh(\gamma \cdot l)}

### Cas particuliers de la puissance naturelle

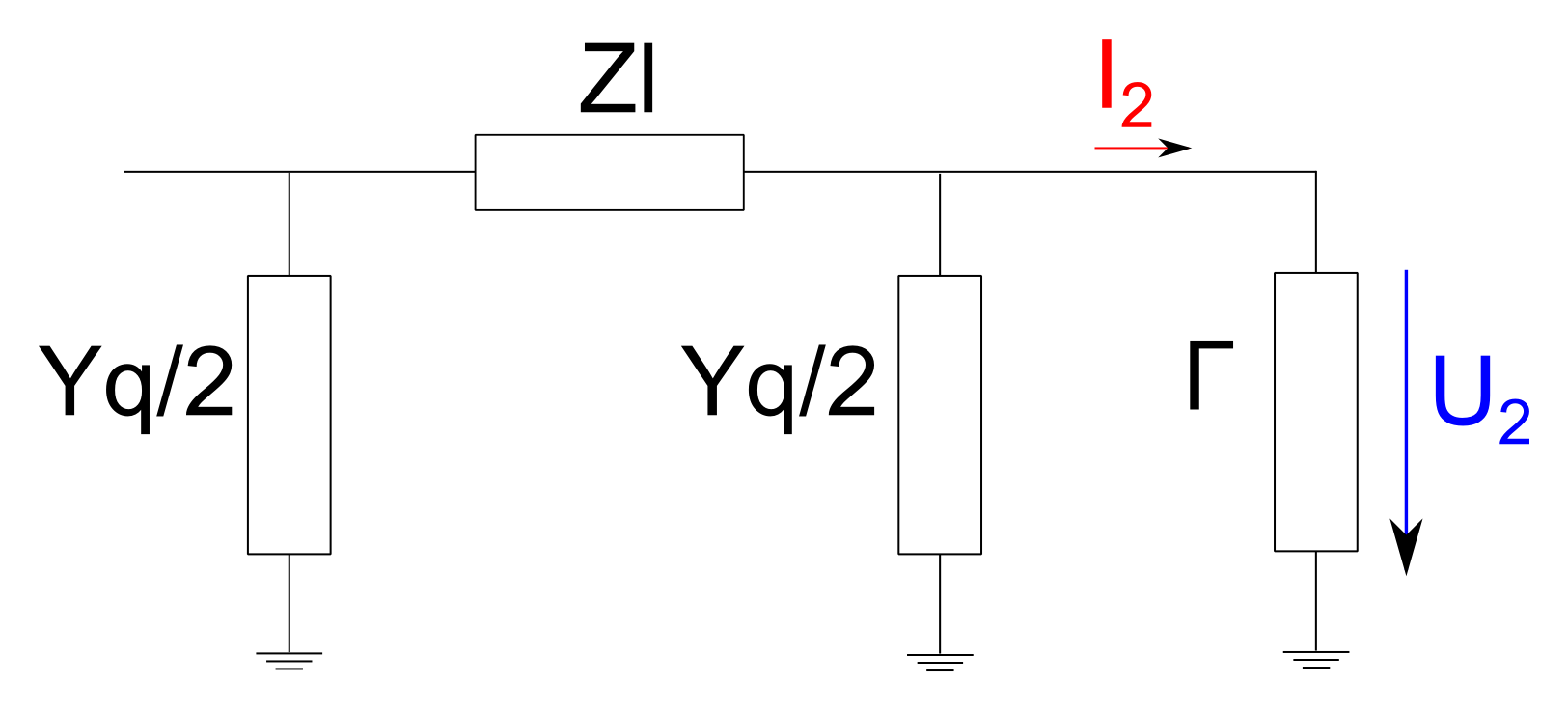
Une ligne électrique connectée à une charge Gamma délivre sa puissance naturelle.

Dans le cas où une charge égale à {\displaystyle \Gamma } est connectée à la tension V2, il y a adaptation d'impédances. Concrètement :
{\displaystyle V_{2}=\Gamma \cdot I_{2}}
On a également :
{\displaystyle P_{2}={\frac {V_{2}^{2}}{\Gamma }}}, la puissance naturelle
D'où
{\displaystyle V_{1}=V_{2}cosh(\gamma \cdot l)+{\frac {V_{2}}{\Gamma }}\Gamma sinh(\gamma \cdot l)=V_{2}(cosh(\gamma \cdot l)+sinh(\gamma \cdot l))=V_{2}\cdot e^{\gamma \cdot l}}
Dans le cas d'une ligne sans pertes, on revient au cas :
{\displaystyle V_{1}=V_{2}\cdot e^{j\mathrm {B} \cdot l}}
Il n'y a donc pas de chute de tension, seulement un déphasage égal à  {\displaystyle \mathrm {B} \cdot l} qui est donc l'angle de transport. 
Pour une ligne aérienne, {\displaystyle \mathrm {B} } vaut environ 6° / 100 km pour une longueur inférieur à 200 km. Pour un câble, {\displaystyle \mathrm {B} } vaut environ 12° / 100 km pour une longueur inférieure à 100 km.

## Intérêt de la notion

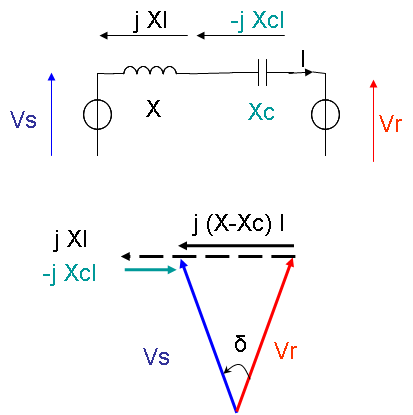
Principe de la compensation série, δ est l'angle de transport

Le réglage de cet angle est le principe de fonctionnement de certains types de FACTS, comme les UPFC, et des transformateurs déphaseurs.
L'angle de transport a également une influence sur la stabilité du réseau. Un angle de transport grand limite la bande d'angle interne possible pour les générateurs électriques synchrones.